# Igornay
Igornay is een gemeente in het Franse departement Saône-et-Loire (regio Bourgogne-Franche-Comté) en telt 498 inwoners (1999). De plaats maakt deel uit van het arrondissement Autun.

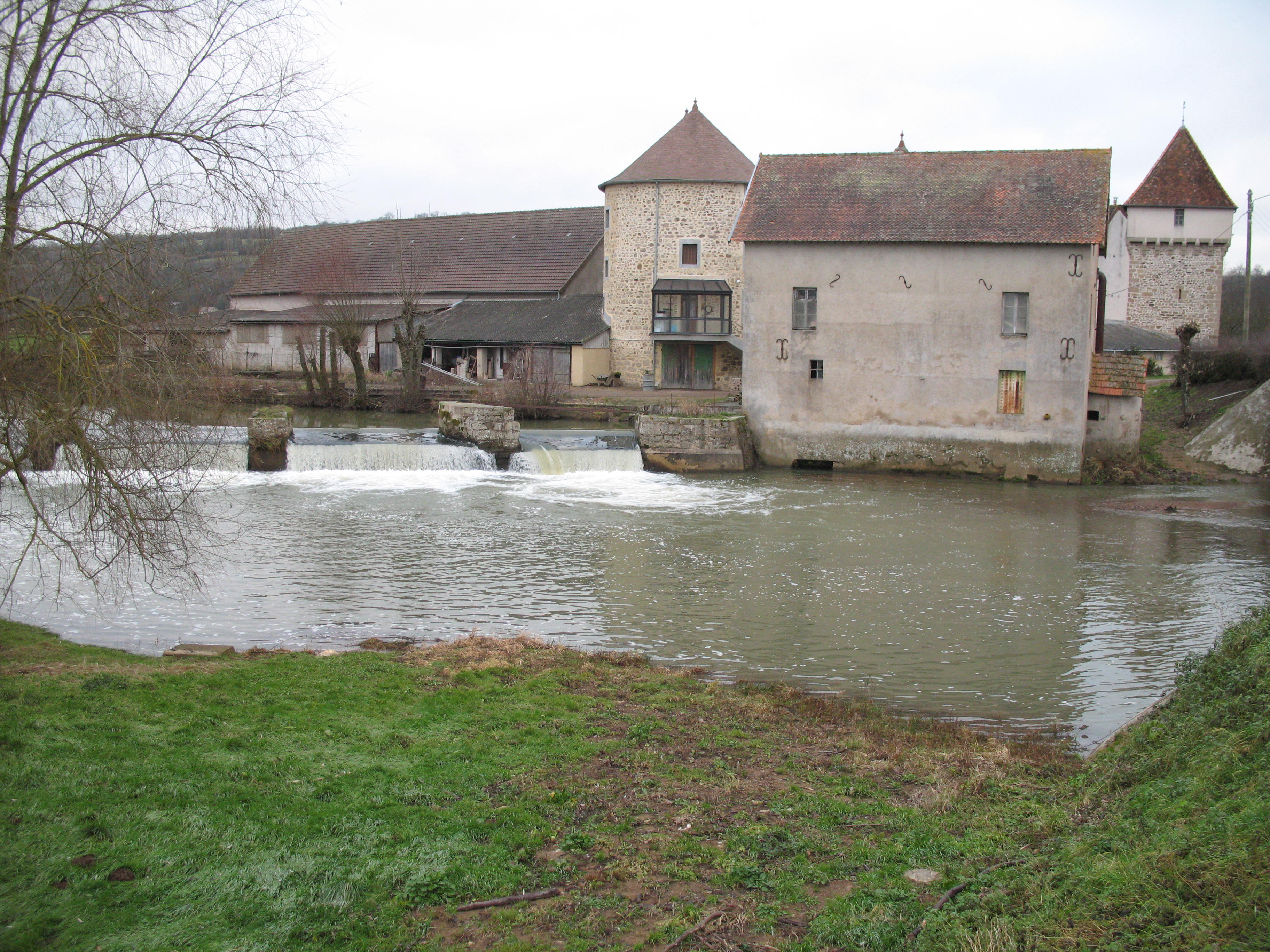
Kasteel van Igornay

## Geografie
De oppervlakte van Igornay bedraagt 21,6 km², de bevolkingsdichtheid is 23,1 inwoners per km².
De onderstaande kaart toont de ligging van Igornay met de belangrijkste infrastructuur en aangrenzende gemeenten.

## Demografie
Onderstaande figuur toont het verloop van het inwonertal (bron: INSEE-tellingen).